# سيخ
السيخ (بالبنجابية: ਸਿੱਖ)‏ هم أشخاص مرتبطون بالديانة السيخية، وهي ديانة توحيدية نشأت في القرن الخامس عشر في منطقة البنجاب في شبه القارة الهندية، استنادًا إلى الكشف عن المعلم ناناك. أصل مصطلح «السيخ» في كلمة «سيسيا»، التي تعني «تابع» أو «تلميذ». وفقًا للمادة الأولى من مدونة قواعد السلوك للسيخ، فإن السيخي هو كل إنسان يؤمن مخلصًا بكيان واحد خالد وأحد عشر معلمًا، من المعلم ناناك إلى المعلم غرانث شهاب، وتعاليم المعلمين الستة، المعلم الخامس عشر بهجت، والحادي عشر بهات، والرابع جورسيخ، والمعمودية التي ورثها المعلم العاشر.

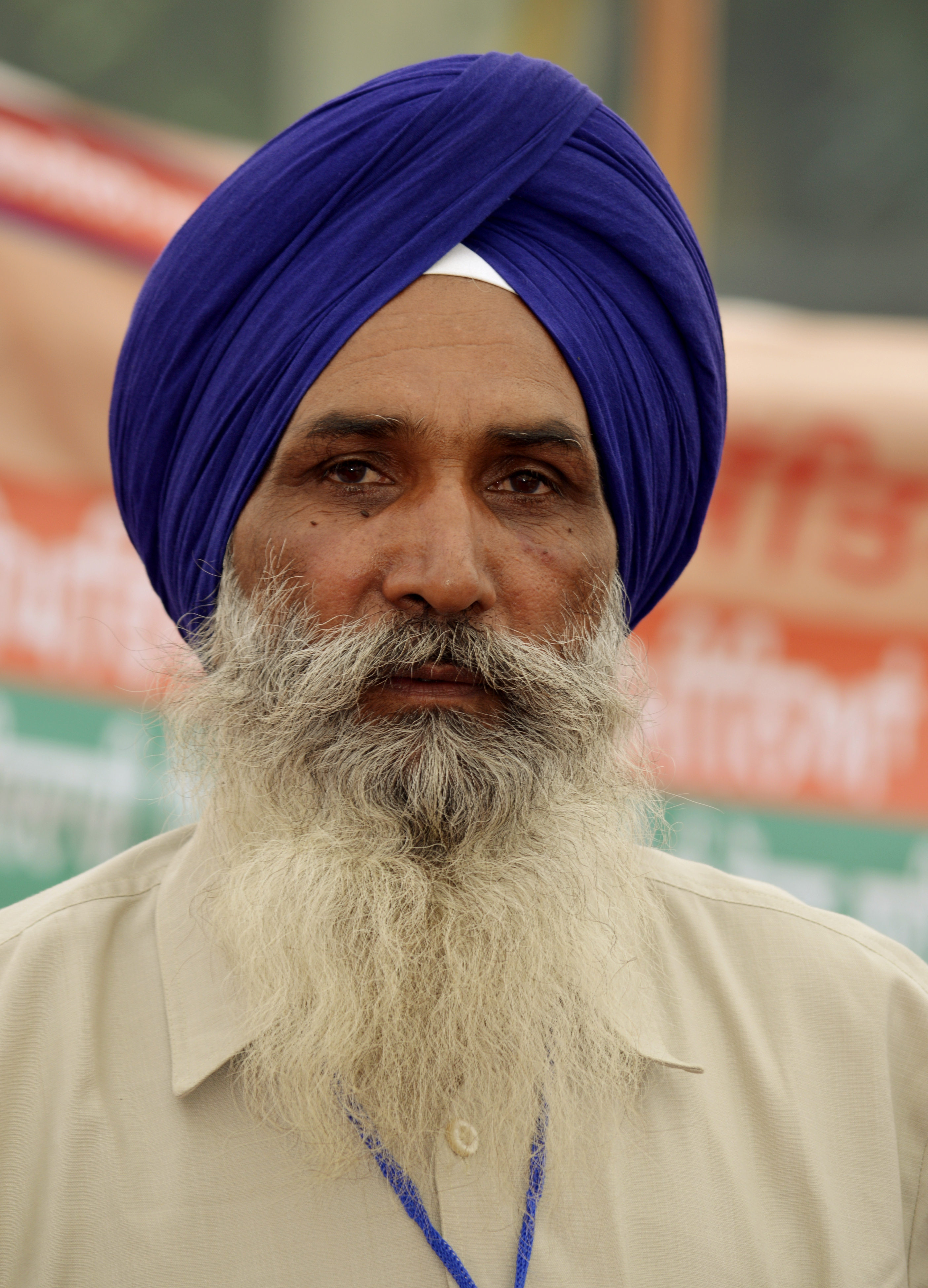

وعادةً ما يكون سنغ -الأسد- هو الاسم الأوسط أو الأخير للسيخ الذكور، وإن لم يكن جميع بالضرورة من السيخ وعلى نحو مماثل، فإن النساء من السيخ يحملن اسم «الأميرة» بوصفه الاسم الأوسط أو الأخير. ويعرف السيخ الذين خضعوا لمعمودية خان أمريتدهاري وهم من السيخ منذ اليوم الذي تشرعوا فيه باسم خالسا أمريتدهاري، ويجب أن يكون على أجسادهم 5 صفات:
1. كيش، وهو شعر غير محلوق يغطى عادة بعمامة
2. كارا، سوار حديدي أو فولاذي
3. كيربان، وهو سيف يشبه الخنجر مدسوس في شريط غاترا أو حزام كمال كسار
4. كاشيرا، ثوب داخلي قطني
5. كانغا، مشط خشبي صغير

كانت منطقة البنجاب في شبه القارة الهندية موطنًا تاريخيًا للسيخ، بل إن السيخ حكموها فترات طويلة من القرنين الثامن عشر والتاسع عشر. واليوم، توجد في ولاية البنجاب في شمال غرب الهند أغلبية من السكان السيخ، وتوجد مجتمعات كبيرة من السيخ في جميع أنحاء العالم. وتعترف العديد من البلدان، مثل المملكة المتحدة، بالسيخ بوصفه دينًا محددًا في تعداداتها، واعتبارًا من عام 2020، يُعد السيخ فئة إثنية منفصلة في الولايات المتحدة.

## الأصل
ولد غورو ناناك (1469-1539)، مؤسس الديانة السيخية، لميهتا كالو وماتا تريبتا في قرية تلواندي، التي تعرف اليوم باسم نانكانا صاحب، بالقرب من لاهور. طوال حياته، كان غورو ناناك زعيمًا دينيًا ومصلحًا اجتماعيًا. ومع ذلك، يمكن القول إن التاريخ السياسي للسيخ بدأ سنة 1606 مع وفاة المعلم السيخي الخامس، غورو أرجان ديف. وأضفى غورو غوبند سينغ الطابع الرسمي على الممارسات الدينية في 30 آذار 1699، عندما استقدم الغورو خمسة أشخاص من خلفيات اجتماعية متنوعة، معروفين باسم بانج بياري -الأحباب الخمسة- ليشكلوا هيئة جماعية من السيخ المستجدين، تعرف باسم الخلاصة (النقاء).
وخلال حكم إمبراطورية مغول الهند (1556-1707)، قتل المغول العديد من القادة الروحيين للسيخ لمعارضتهم اضطهاد الأقليات الدينية، ومن ضمنهم السيخ. وبعد ذلك احتشد السيخ لمعارضة حكم المغول.[بحاجة لمصدر]
وبعد إلحاق الهزيمة بالأفغان والمغول، تشكلت دول ذات سيادة تُسمى «ميسلس» تحت زعامة جاسا سينغ أهلواليا. وستتوحد هذه الولايات وتتحول إلى إمبراطورية السيخ في عهد المهراجا رانجيت سينغ باهادور. ويتسم هذا العصر بالتسامح الديني والتعددية، متضمنًا المسيحيين والمسلمين والهندوس في مواقع السلطة. فقد نفذت إدارتها الدنيوية إصلاحات عسكرية، واقتصادية، وحكومية. يُعد تشكيل الامبراطورية نقطة فاصلة في تاريخ السيخية السياسية، إذ تضم كشمير، ولاداخ، وبيشاور. وقام هاري سينغ نالوا، القائد الأعلى لجيش الخلاصة السيخي في الحدود الشمالية الغربية، بتوسيع الاتحاد حتى ممر خيبر.

### الحكم البريطاني في الهند
بعد ضم البريطانيين لمملكة السيخ، سيبدأ البريطانيون التجنيد من تلك المنطقة بمجرد الكفاءات العسكرية للسيخ والبنجابيين عمومًا. وفي أثناء التمرد الهندي سنة 1857، ظل السيخ موالين للبريطانيين، ما أسفر عن تجنيد مكثف من البنجاب في الجيش الهندي البريطاني طيلة التسعين عامًا التالية من حكم راج البريطاني في الهند البريطانية. والعمامة المميزة التي تميز السيخي عن غيره من مرتدي العمامة هي من مخلفات قواعد الجيش البريطاني الهندي. وشهد الحكم الاستعماري البريطاني ظهور العديد من حركات الإصلاح في الهند، متضمنةً البنجاب، مثل تشكيل السنغ سابها الأول والثاني «مكافحة نشر التبشير للمسيحية» سنة 1873 وعام 1879 تواليًا. وعمل زعماء السيخ في سينغ سبها على تقديم تعريف واضح لهوية السيخ وحاولوا توضيح عقيدتهم وممارساتهم.
شهدت السنوات الأخيرة من الحكم الاستعماري البريطاني ظهور حركة «أكالي» لتحقيق الإصلاح في غوردوراس في أوائل عشرينيات القرن العشرين. وأدت الحركة إلى تقديم مشروع قانون السيخ غوردوارا سنة 1925، الذي وضع جميع الأضرحة التاريخية للسيخ في الهند تحت سيطرة لجنة شيروماني غوردوارا باربانداك، منظمة العناية بالأضرحة الدينية.

### التقسيم وما بعده
في زمن حركة الاستقلال الهندية، حارب حاكم السيخ في ولاية كابورثالا لمعارضة تقسيم الهند ودعوا إلى إقامة دولة علمانية موحدة. وأدانت المنظمات السيخية، متضمنةً الزعيم خالسا ديوان وشيروماني أكالي دال بقيادة المعلم تارا سينغ، قرار لاهور والحركة الرامية إلى إنشاء باكستان، بوصفها دعوة محتملة للاضطهاد وعلى هذا فقد وقف السيخ بقوة ضد تقسيم الهند.
اتسمت الأشهر التي سبقت تقسيم الهند سنة 1947 بالنزاع في البنجاب بين السيخ والمسلمين. وهذا ما تسبب في الهجرة الدينية للسيخ والهندوس البنجابيين من غرب البنجاب إلى الشرق (الهند الحديثة)، مقابل الهجرة الدينية المتزامنة للمسلمين البنجابيين من شرق البنجاب إلى الغرب (باكستان الحديثة). وشهدت ستينات القرن العشرين عداوة متنامية بين السيخ والهندوس في الهند المستقلة، مع مطالبة السيخ بإنشاء ولاية بنجابية على أساس لغوي مماثل للولايات الأخرى في الهند. وقد وعد جواهر لال نهرو زعيم طائفة السيخ السيد تارا سينغ بذلك، مقابل الحصول على دعم سياسي من طائفة السيخ خلال المفاوضات المتعلقة باستقلال الهند. فولاية البنجاب الحديثة التي اقتُطعت من مقاطعة شرق البنجاب السابقة تضم الآن سكانًا يتبع معظمهم الديانة السيخية والناس في منطقتي ما يعرف الآن هيماشال براديش وهاريانا، وكلتاهما كانتا ضمن مقاطعة شرق البنجاب، يتبع معظمهم الهندوسية. وسنة 1966، في الأول من تشرين الثاني، أصبحت شانديغار إقليما اتحاديًا وعاصمة البنجاب وهاريانا.
تسبب زعيم طائفة السيخ جارنال سينغ بندرانوال في اندلاع أعمال عنف في البنجاب، ما أدى إلى إصدار رئيسة الوزراء آنذاك إنديرا غاندي الأمر بإجراء عملية لإزاحة بندرانوال من المعبد الذهبي في عملية «النجم الأزرق». ومن شأن ذلك أن يؤدي فيما بعد إلى اغتيال غاندي على يد حراسها الشخصيين من السيخ. وسيعقب اغتيالها انفجار للعنف ضد مجتمعات السيخ وقتل الآلاف من السيخ في جميع أنحاء الهند. ومنذ عام 1984، مضت العلاقات بين السيخ والهندوس نحو التقارب بمساعدة الرخاء الاقتصادي.
وخلال يوم فاساخي سنة 1999، احتفل السيخ في جميع أنحاء العالم بالذكرى السنوية الـ 300 لإنشاء الخلاصة. وقامت كندا بوست بتكريم كندي السيخ بختم تذكاري بمناسبة الذكرى السنوية. أصدر الرئيس الهندي كي. آر. نارايانان في 9 نيسان 1999 طابعًا بريديًا لإحياء الذكرى 300 للخلاصة أيضًا.
سنة 2004، أصبح مانموهان سينغ أول رئيس وزراء سيخي في الهند، وأول رئيس حكومة سيخي في العالم.

## السيخ البارزون في التاريخ الحديث
مانموهان سينغ رجل اقتصاد وأكاديمي وسياسي هندي شغل منصب رئيس وزراء الهند الثالث عشر في الفترة 2004 - 2014. وكان سينغ، أول زعيم من طائفة السيخ في منصبه، أول رئيس وزراء منذ جواهر لال نهرو يُعاد انتخابه بعد استكمال فترة ولاية كاملة مدتها خمس سنوات.
في الولايات المتحدة، ولدت سفيرة الولايات المتحدة السابقة لدى الأمم المتحدة وحاكمة جنوب كارولينا السابقة، نيكي هيلي، ونشأت واحدةً من السيخ، لكنها اعتنقت المسيحية بعد زواجها. ولا تزال تحضر بنشاط الخدمات المسيحية والسيخية.
ومن أبرز السيخ في مجال العلوم العالمة النووية بيارا سينغ جيل، الذي عمل في مشروع مانهاتن،[بحاجة لمصدر] ورائد الألياف البصرية ناريندر سينغ كاباني، وعالم الفيزياء وكاتب العلوم والمذيع سيمون سينغ.

## الفن والثقافة
إن فن وثقافة السيخ مشابه لفن وثقافة البنجاب، ويتعرف على السيخ بسهولة من عمامتهم المميزة «دستار». ولذلك فإن ثقافة السيخ هي توليفة من الثقافات. صاغت السيخية هيكلًا فنيًا فريدًا، التي وصفها إس. إس. بهاتي بأنها «مستوحاة من التصوف الإبداعي للسيد غورو ناناك، وهي نذير صامت بالإنسانية الشمولية القائمة على الروحانية البرجماتية». وناضلت المنظمة الأمريكية غير الربحية متحدو السيخ من أجل إدراج السيخ في تعداد السكان في الولايات المتحدة أيضًا، بحجة أن السيخ «يعرّفون أنفسهم بأنهم أقلية إثنية ويعدون أنهم أكثر من مجرد دين».
خلال اضطهاد المغول والأفغان للسيخ خلال القرنين السابع عشر والثامن عشر، كان هؤلاء يهتمون بالحفاظ على دينهم ولم يفكروا كثيرًا في الفن والثقافة. مع ظهور رانجيت سينغ والسيخ راج في لاهور ودلهي، تغير في المشهد الفني والثقافي في البنجاب واستطاع الهندوس والسيخ بناء أضرحة مزينة دون خوف من التدمير أو النهب.
كان تحالف السيخ بمثابة حافز لشكل فريد من أشكال التعبير لدى السيخ، حيث كلف رانجيت سينغ أن تُبنى الحصون والقصور والأماكن السكنية والكليات بطابع سيخي. وتتميز الهندسة المعمارية للسيخ بقباب مزركشة بالذهب، وكوبولا، وأكشاك، ومصابيح حجرية، وبالوستر المزخرفة، وأسقف مربعة. إن هرماندير صاحب -المعروف أيضًا باسم المعبد الذهبي- في أمريتسار هو أبرز معالم السيخ.

### الرسم
الرسم السيخي فرع مباشر من مدرسة كانجرا للرسم، وسنة 1810، احتل رانجيت سينغ (1780-1839) حصن كانغرا وعين ساردار ديسا سينغ ماجيثيا حاكمًا لتلال البنجاب. وسنة 1813 احتل الجيش السيخي ولاية غولر وأصبح راجا بهب سينغ تابعًا للسيخ. ومع تحول مملكة لاهور السيخية إلى قوة عظمى، هاجر بعض الرسامين الباهاري من غولار إلى لاهور تحت رعاية المهراجا رانجيت سينغ وسارداره.
قامت مدرسة السيخ بتكييف لوحة كانغرا حسب احتياجات السيخ ومثلهم العليا. ومواضيعها الرئيسية هي المعلمين السيخي العشرة وقصص المعلم جانمساخي. المعلم العاشر، جوبيند سينغ، ترك انطباعًا عميقًا لدى أتباع الإيمان الجديد بسبب شجاعته وتضحياته. وأيضًا فإن مشاهد الصيد والصور شائعة في رسم السيخ.